# گئورگ پولشائو
گئورگ یوهان دانیل پولشائو (آلمانی: Georg Johann Daniel Poelchau؛ ‏ زاده ۴ ژوئیه ۱۷۷۳ - درگذشته ۱۲ اوت ۱۸۳۶) موسیقی‌دان، پژوهش‌گر موسیقی و مجموعه‌دار خصوصی آلمانی اهل بالتیک بود. وی دانش‌آموختهٔ دانشگاه ینا بود او دربارهٔ آثار هنرمندان موسیقی پژوهش می‌کرد و یکی از مجموعه داران بزرگ موسیقی بود و به همین دلیل شهرت داشت و نامش به تاریخ موسیقی راه پیدا کرد. او مجموعه بزرگی از دست نوشته‌های هنرمندان بزرگ موسیقی را با بیش از ۲۶۰۰ عنوان گردآوری کرده بود. مجموعهٔ باخ او بزرگ‌ترین و مهم‌ترین مجموعه‌ای بود که تا به کنون در اختیار یک مجموعه‌دار خصوصی بود.
پولشائو بین سال‌های ۱۷۹۸ و ۱۸۱۳ ساکن هامبورگ بود، همانجایی که کارل فیلیپ امانوئل باخ سال‌های پایانی حیات خود را گذراند. او در آنجا به عنوان یک تک‌خوان تِـنور، سازمان‌دهنده کنسرت و معلم آواز کار می‌کرد. پولشائو پس از ازدواج در سال ۱۸۱۱ با آمالی هنریت مانکه (۱۷۸۹–۱۸۱۷)، دختر یکی از اشراف ثروتمند هامبورگ، خود را منحصراً وقف گردآوری آثار موسیقی و مجموعهٔ خود کرد. در واقع او از سال‌ها پیش و از دوران جوانی شروع به جمع‌آوری نسخه‌های خطی کرده بود، اما بعداً روی موسیقی متمرکز شد و مجموعه خود را به ۴ قسمت تقسیم کرد:
- کتاب‌های موسیقی از قرن ۱۵ تا ۱۷
- آثار موسیقی‌دانان قرن ۱۶ تا ۱۷
- آثار موسیقی‌دانان قرن ۱۸ تا ۱۹
- دست‌نوشته‌های موسیقی، نامه‌ها و پرتره‌های هنرمندان موسیقی.

در سال ۱۸۱۴ او به آکادمی آواز برلین پیوست که زیر نظر کارل فریدریش تسلتر اداره می‌شد و مابین بین سال‌های ۱۸۱۵ تا ۱۸۲۶ به عنوان تک‌خوان تِـنور در آنجا کار کرد. او در عین حال مراقبت از کتابخانهٔ آکادمی آواز برلین را به عهده گرفت، که تسلتر بسیار از آن استفاده می‌کرد. پس از مرگ تسلتر، پولشائو به همراه آدولف برنهارد مارکس به ترویج موسیقی یوهان سباستین باخ در آکادمی آواز برلین ادامه دادند که منجر به تأسیس باخ گیزلشافت در سال ۱۸۵۰ شد. وظیفهٔ اصلی این انجمن گردآوری و انتشار یک مجموعهٔ کامل از آثار باخ بود.